# Stawki (powiat radomski)
Stawki – wieś w Polsce, położona w województwie mazowieckim, w powiecie radomskim, w gminie Kowala.
Do 2024 r. miejscowość była przysiółkiem wsi Romanów. W latach 1975–1998 miejscowość należała administracyjnie do województwa radomskiego.